# Anna Malchárková
Anna Malchárková, rozená Heinová (* 13. ledna 1950 Dolní Benešov), je česká básnířka, prozaička, sběratelka folkloru.

## Život
Narodila se 13. ledna 1950 v Dolním Benešově. Je vdaná, má dvě děti. Dosáhla středoškolského vzdělání. Pracovala v technické profesi, psaní se začala věnovat až v pozdějším věku.[zdroj?]

## Dílo
V celé své literární tvorbě se věnuje Hlučínsku, kraji, v němž se narodila a kde trvale žije. Do literatury vstoupila jako básnířka vydáním sbírky v hlučínském nářečí, ve které představila svérázný hlučínský lidový humor. Další její díla jsou povídková a baladická. Později se zaměřila na historické novely. Její historická novela Grunt byla nominována na Evropskou literární cenu za rok 2014. Prozatímním vrcholem její tvorby je historický román Vyhnalovec, ve kterém umělecky zobrazila pro Hlučíňany dodnes živou minulost – připojení Hlučínska, které bylo až do konce první světové války součástí Německa, k vznikajícímu Československu.[zdroj?]
V próze vychází ze skutečných životních osudů obyvatel Hlučínska. Na pozadí jejich radostí a strastí umělecky a čtivě zobrazuje klíčové historické okamžiky a události, čímž přispívá k vytváření a udržování (nejen) hlučínské kolektivní paměti.[zdroj?]

## Knihy
- Vidime to po našemu (2004) – humor
- Od všeckeho trošku (2006) – humor
- Poztrácené korálky (2006) – zapomenuté tradice
- Kamenný svědek (2007) – balady
- Modrá barva duhy (2009) – novela (historie)
- Grunt (2011) – novela (historie)
- Album (2012) – humor
- Vyhnalovec (2014) – román (historie)
- Záhada kamenného svědka (2016) – novela
- Chudobky-Pověsti a báchorky z Hlučínska (2018) – moravské pověsti

## Články
- Své články publikovala v Pozitivních novinách
- Pravidelně přispívá do vlastivědného časopisu Hlučínsko:
  - Jak se rodí sběratelé. Hlučínsko : vlastivědný časopis Muzea Hlučínska / [Předseda red. rady]: Metoděj Chrástecký, roč. 4, č. 1 (2014)
  - Práce se na Hlučínsku nepočítá. Hlučínsko : vlastivědný časopis Muzea Hlučínska / [Předseda red. rady]: Metoděj Chrástecký, roč. 2, č. 1 (2012).
  - Ukryto za zdí. Hlučínsko : vlastivědný časopis Muzea Hlučínska / [Předseda red. rady]: Chrástecký, Metoděj, roč. 1, č. 2 (2011).
- Publikuje také v časopise stylu vintage Darina
- Vystupuje v televizi a v rozhlase

1. Žiješ jenom 2x Rázovitá paní Anna. ČT1, 15. 11. 2014
2. Host ve studiu – Apetýt, Český rozhlas, 18. 8. 2014
3. Modrá barva duhy. Čtyřdílná četba knihy. Čte Anna Malchárková. Český rozhlas Ostrava 2009, premiéra 2., 9., 16. a 21. 1. 2010 v cyklu Podvečerní čtení.